# Planta de energía nuclear Susquehanna
La planta de energía nuclear de Susquehanna es una central nuclear situada en el condado de Luzerne del estado de Pensilvania (EE. UU.). Tiene dos reactores de agua en ebullición General Electric en un emplazamiento de 4.4 km², con 1000 empleados trabajando en él y alrededor de otros 250 en Allentown (Pensilvania).